# 芙蓉綜合租賃
芙蓉综合租賃株式會社（日語：芙蓉総合リース株式会社，東證1部：8424），前富士銀行（瑞穗實業銀行前身）旗下公司，位於日本東京都千代田區綜合租賃第6位。
業務經營汽車、房屋、機械、顧問等租賃金融行業。現時董事長為小倉利之，總裁為佐藤隆，總部為東京都千代田区三崎町三丁目3番23号日榮水產大樓。在1969年，由芙蓉集團各聯營公司組成而設，經過收購合併和重組後，2004年，正式在東京證券交易所上市。

## 外部連結
- fgl.co.jp 芙蓉综合租賃株式會社 （页面存档备份，存于）